# Кайманові Острови
Кайма́нові Острови́ (англ. Cayman Islands) — британська заморська територія у Вест-Індії на островах Великий Кайман, Малий Кайман і Кайман-Брак в Карибському морі. Розташована на південь від Куби та на північному заході від Ямайки. Столиця — Джорджтаун. Один з головних офшорних фінансових центрів Карибів.

## Географія
Три острови: Великий Кайман, Малий Кайман і Кайман Брак — розташовані за 240 км на південь від острова Куба, 730 км на південь від Маямі (штат Флорида, США) і 267 км на північний захід від Ямайки. Столиця Кайманових островів, Джорджтаун, розташована на західному узбережжі острова Великий Кайман.
Найбільший острів у складі Кайманових островів — Великий Кайман, площа якого становить 197 км2, довжина — 35 км, ширина — 6,5 км. Найвища точка острова — 16 м. Значну частину острова займає лагуна Норт-Саунд (56 км2).
Острів Кайман Брак лежить за 142 км на північний схід від Великого Каймана. Довжина — 19 км, середня ширина — 2 км, площа — близько 24 км2. Уздовж усього острова тягнеться вапнякове плато Блафф, що досягає біля східного краю Кайман-Брака висоти 42 метри над рівнем моря (найвища точка островів).
Острів Малий Кайман лежить за 8 км на захід від острова Кайман Брак. Площа Малого Каймана становить 16 км ². Поверхня острова низинна, лише в північній частині берег досягає висоти 12 м.
На островах відсутні річки. Узбережжя оточене рифами і в деяких місцях мангровими чагарниками, які іноді доходять до болотистої внутрішньої частини островів.
Клімат островів тропічний, пасатний. Рослинний покрив і тваринний світ бідні, але навколишні води багаті рибою, черепахами, ракоподібними і молюсками. У цілому природні умови сприятливі для життя людей.
Кайманові острови належать до підводної гірської гряди Кайман, яка тягнеться далі на захід від острова Куба. Жолоб Кайман, що відокремлює Кайманові острови та острів Ямайка, — найглибша частина Карибського моря (максимальна глибина — 6,4 км).

## Історія
Острови Кайман Брак і Малий Кайман були відкриті Христофором Колумбом 10 травня 1503 року під час 4-ї експедиції в Новий Світ, коли його корабель розвернуло на захід до «двох дуже маленьких і низьких островів, на яких було повно черепах». Саме тому острови були названі Лас-Тортугас (Черепашачі острови).
З 1523 року Кайманові острови наносилися на карти під назвою «Lagartos», що означає «алігатори» або «великі ящірки». Найменування «Кайманові острови» використовується з 1530 року. Походження цього найменування пов'язано з непорозумінням: європейські прибульці побачили на островах великих ящірок ігуан і прийняли їх за крокодилів кайманів.
Першим англійцем, що побував на Кайманових островах, був Френсіс Дрейк, який висадився на них у 1586 році. З цього часу Кайманові острови, залишаючись безлюдними, стали важливим проміжним пунктом для кораблів, що плавали в Карибському морі, оскільки тут поповнювалися запаси провізії (в основному полювали на місцевих черепах, що майже призвело до їх повного знищення).
Відповідно до Мадридської угоди 1670 року контроль над Каймановими островами був офіційно переданий Британії, яка керувала островами через губернатора на Ямайці. До цього, в 1661 році, на островах Малий Кайман і Кайман Брак були засновані перші поселення. Однак у 1671 році через часті набіги іспанських каперів жителі Кайманових островів були переселені назад на Ямайку.
Після цього на островах, в основному на Великому Каймані, осідали тільки моряки, що зазнали аварії, а також пірати і боржники, які втекли від своїх кредиторів. Надалі робилося кілька спроб знову заселити Кайманові острови, тим не менше, вони всі не увінчалися успіхом: постійне поселення на Великому Каймані з'явилося тільки в 1730-х роках, а Кайман Брак і Малий Кайман були заселені лише з 1833 року.
8 лютого 1794 року об риф біля острова Великий Кайман розбилося 10 кораблів, включаючи військовий корабель «Конверт», які пливли з Ямайки до Англії. За допомогою мешканців Кайманових островів більшу частину екіпажу було врятовано, загинули лише 8 осіб. Згідно з місцевою легендою, на борту одного з кораблів перебував член королівської родини. На знак подяки за надану допомогу британський король Георг III видав указ, згідно з яким жителі Кайманових островів звільнялася від військової повинності і податків. Тим не менш, будь-яких документів, що підтверджують істинність цієї легенди, не збереглося.

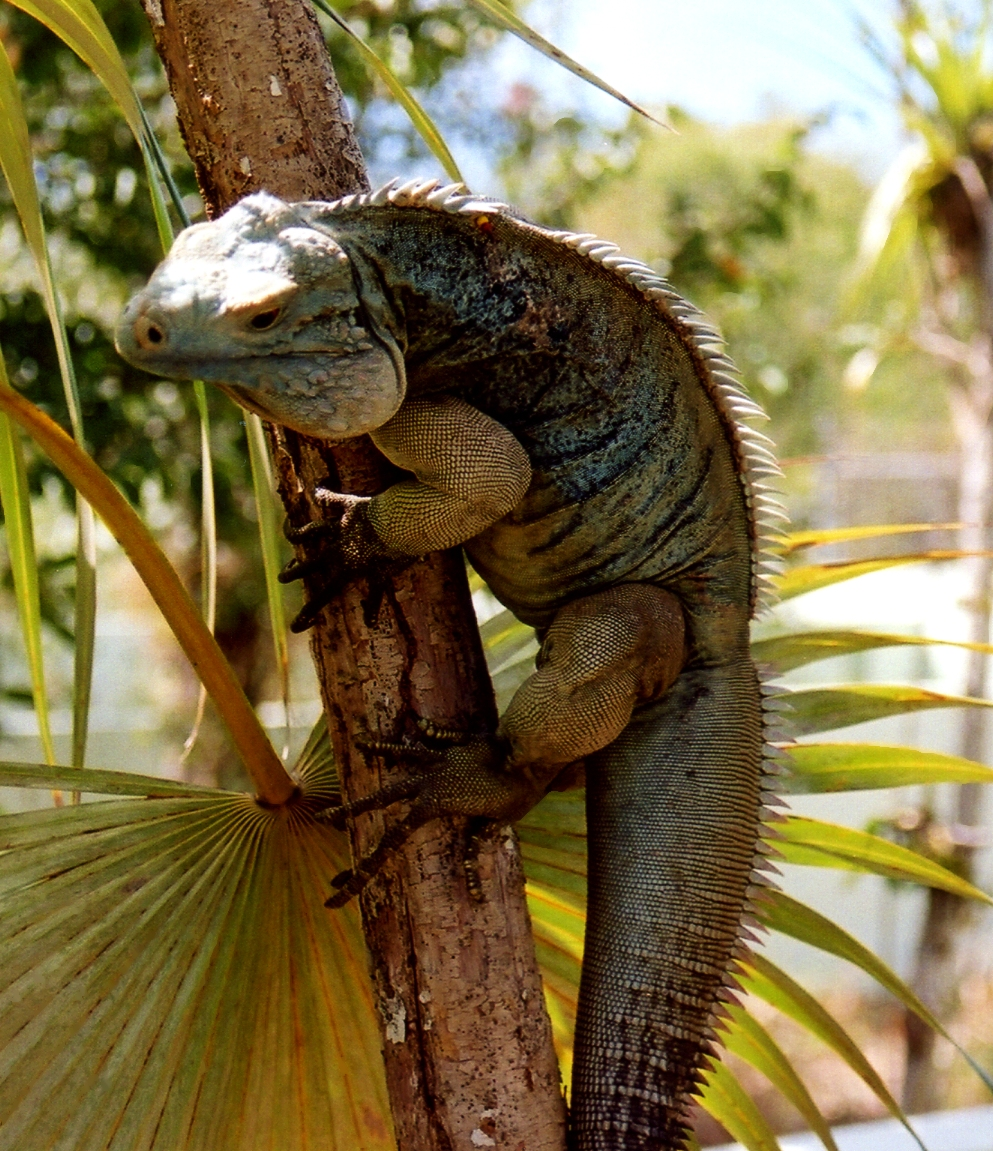
Ігуана на дереві

З 1670 року Кайманові острови стали адміністративно підкорятися Ямайці, хоча володіли достатнім ступенем самоврядування. 10 грудня 1831 року була обрана перша законодавча асамблея, яка видала перший закон уже 31 грудня 1831 року. Згодом губернатор Ямайки схвалив створення законодавчого органу Кайманових островів, що складався з 8 магістрів, що призначалися губернатором Ямайки, і 10 (пізніше 27) обраних населенням островів депутатів. У 1835 році на Кайманових островах було скасовано рабство.
Перший перепис на островах був проведений у 1802 році. Відповідно до нього на острові Великий Кайман жили 933 людини, з яких 545 були рабами. До скасування рабства (1835 рік) на острові жили близько 950 рабів, власниками яких були 116 родин.
Актом британського парламенту від 1863 року Кайманові острови офіційно стали залежною територією Ямайки, хоча більше були схожі на округ Ямайки, з якої призначалися судді і своїми виборними членами законодавчих зборів. З 1750 до 1898 року глава Кайманових островів призначався губернатором Ямайки. З 1898 р. [губернатором Ямайки став призначатися комісар островів. У 1959 році, після створення Вест-Індійської федерації, Кайманові острови перестали бути залежною територією Ямайки, хоча губернатор Ямайки залишався губернатором Кайманових островів. Після надбання Ямайкою незалежності в 1962 році жителі Кайманових островів висловили бажання залишитися під опікою британської корони. У результаті в Лондоні був призначений адміністратор, наділений функціями, які раніше виконував губернатор Ямайки.
У 1953 році на Кайманових островах була відкрита перша злітно-посадкова смуга і державна лікарня Джорджтауна. Незабаром на островах було відкрито офіс найбільшого англійського акціонерного комерційного банку «Барклейс банк». У 1959 році на Кайманових островах з'явилася своя конституція, яка вперше надала виборчі права жінкам. У 1992 році в конституцію було внесено кілька поправок, зокрема, відновлювалася посада головного секретаря, скасованого в 1986 році.
Попри те, що Кайманові острови перестали бути залежною територією Ямайки, між країнами зберігаються тісні зв'язки: єдина церква, єпархія, до 1972 року — єдина валюта. У 2004–2005 роках трохи більше 50 % населення були вихідцями з Ямайки.

## Політична система
Державний устрій Кайманових островів ґрунтується на принципах парламентської демократії Вестмінстерської системи. Король Чарльз (Карл)III є главою держави, його представником на островах є губернатор, який призначається королем строком на чотири роки. Губернатор є головою Виконавчого комітету, що складається з трьох офіційних членів, що призначаються самим губернатором, і чотирьох членів, що обираються Законодавчою асамблеєю. Законодавча влада належить однопалатній Законодавчій асамблеї (18 місць; 3 члени призначаються з числа членів Виконавчої ради та 15 членів обираються прямим загальним голосуванням на термін чотири роки). Судова влада представлена Дисциплінарним судом, Верховним судом і Апеляційним судом Кайманових островів. Судом останньої інстанції є Таємна рада Великої Британії. Велика Британія також відповідає за питання зовнішньої політики островів, оборони, внутрішньої безпеки та адміністрування судів. З усіх інших питань Острови зберігають відносну незалежність.

## Населення

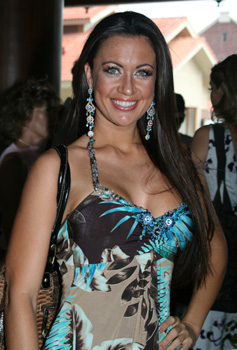
Міс Кайманів 2007 Ребекка Парчмент

Чисельність населення — 54 397 осіб (оцінка на 2010 р.). Річний приріст — 2,4 %. Народжуваність — 12,4 на 1000 осіб. Смертність — 4,9 на 1000 осіб. Імміграція — 16,5 на 1000 осіб (в основному — біженці-кубинці, що прагнуть переселитися в США). Середня тривалість життя — 78 років у чоловіків, 83 роки у жінок. Грамотність — 98 %.
Етно-расовий склад: мулати 40 %, білі 20 %, негри 20 %, іммігранти (в основному кубинці) та інші 20 %.
Мови: англійська 95 %, іспанська 3,2 %, інші 1,8 % (за переписом 1999 року).
Релігії: Церква Бога 26 %, Об'єднана церква (пресвітеріанці і конгрегаціоналісти) 12 %, католики 11 %, баптисти 9 %, адвентисти сьомого дня 8 %, англікани 6 %, п'ятидесятники 5 %, інші християни 3 %, не визначився 6 %, інші 4 %, атеїсти 10 % (за переписом 1999 року).

## Економіка
Кайманові острови — процвітаючий офшорний фінансовий центр. Там зареєстровано понад 68 тис. компаній, у тому числі майже 500 банків, 800 страхових товариств, 5 тис. пайових фондів. У 1997 році відкрита фондова біржа.
Основа економіки островів — туристичний бізнес: 70 % ВВП і 75 % валютних доходів. Щорічно острови відвідують понад 2 млн туристів, в основному із США і Канади. Острови славляться чудовими пляжами і ідеальними умовами для підводного полювання.
У жителів Кайманових островів — один з найвищих показників рівня доходів на душу населення.
Проте майже все продовольство і споживчі товари доводиться імпортувати. Імпорт становить близько $ 867 млн. (в 2004), а експорт — лише $ 2,5 млн. (в основному черепашаче м'ясо і панцирі черепах, а також акуляча шкіра).
Для внутрішнього споживання вирощують овочі та фрукти, є молочне тваринництво. Черепахи (експортний товар) розводяться на спеціальних фермах. У морі видобуваються акули.

## Спорт
Футбол — це національний та найпопулярніший вид спорту в країні. Регбі — це спорт, що розвивається, в країні є своя національна збірна з цього виду спорту.
Кайманові острови є членами Міжнародної ради з крикету, ФІФА, Міжнародного олімпійського комітету та Панамериканської спортивної організації. у країні є чоловічі та жіночі ліги з флаг-футболу.
На острові Великий Кайман проводиться щорічний міжнародний турнір з тенісу — The Residences at the Ritz-Carlton Grand Cayman Legends Championship.
Є інші організовані спортивні ліги включаючи софтбол, пляжний волейбол, гельський футбол, і алтимат (фризбі). У 21-му столітті скейтбординг став популярним серед молоді.
З 1976 року постійно виступає на літніх Олімпійських іграх, пропустивши тільки Олімпіаду 1980. Вперше Кайманові острови виступили на Зимовій олімпіаді 2010.

## Кіновиробництво
За книгою «Фірма» Джона Грішема на Кайманових островах знімався фільм «Фірма» з Томом Крузом в головній ролі. Також там знімався фільм «Гавань» з Орландо Блумом.

## Галерея

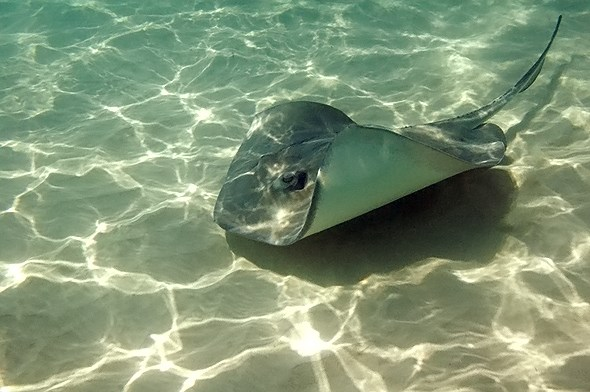
Скат біля берегів Великого Каймана
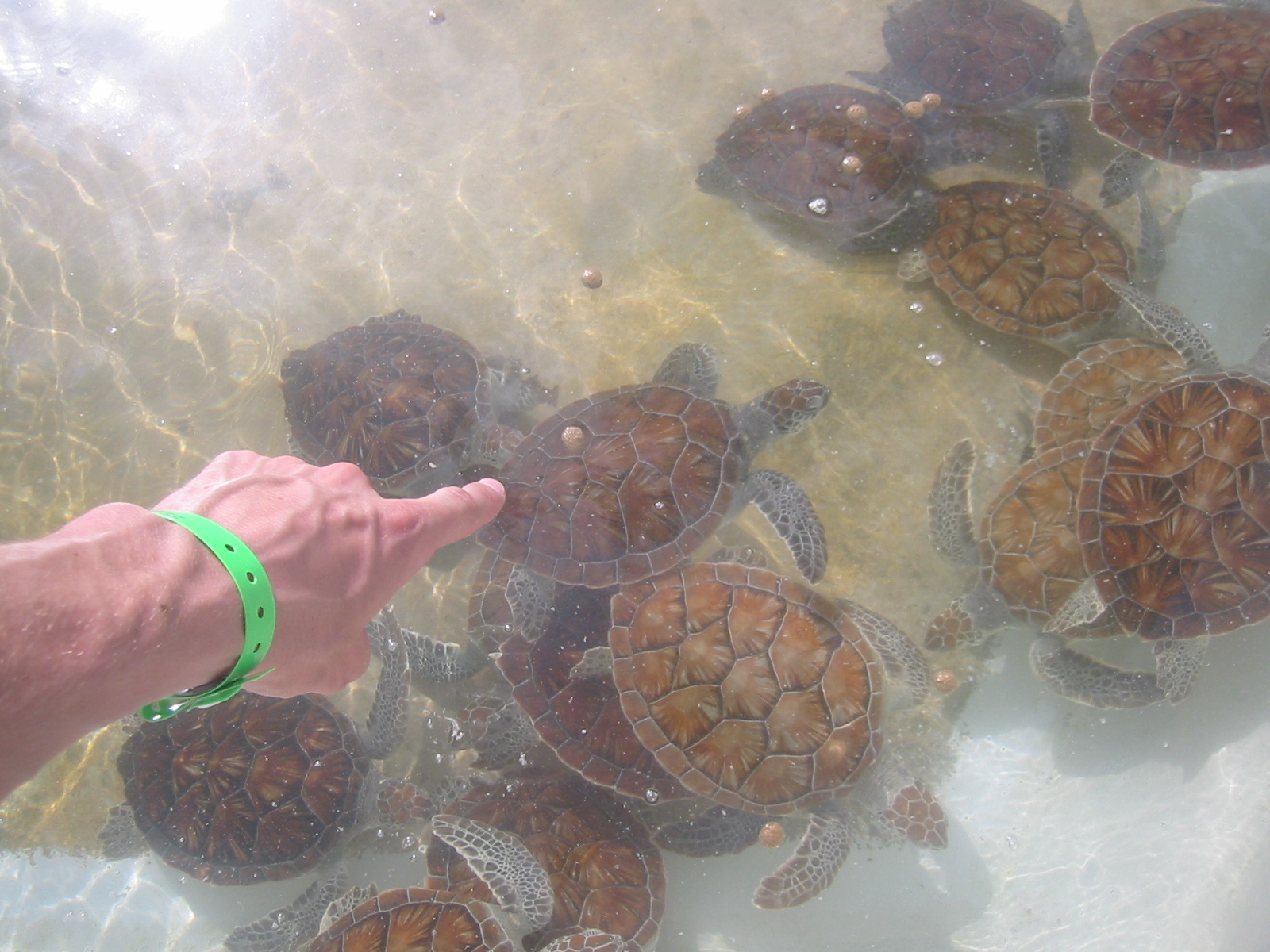
Черепахова ферма
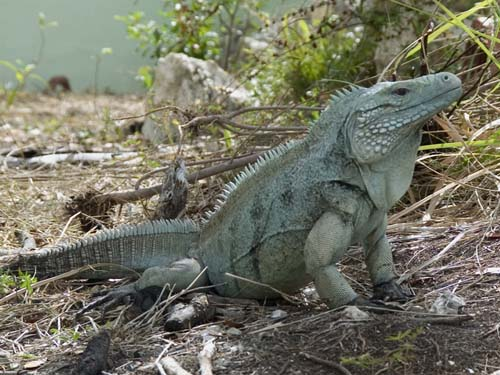
Блакитна ігуана
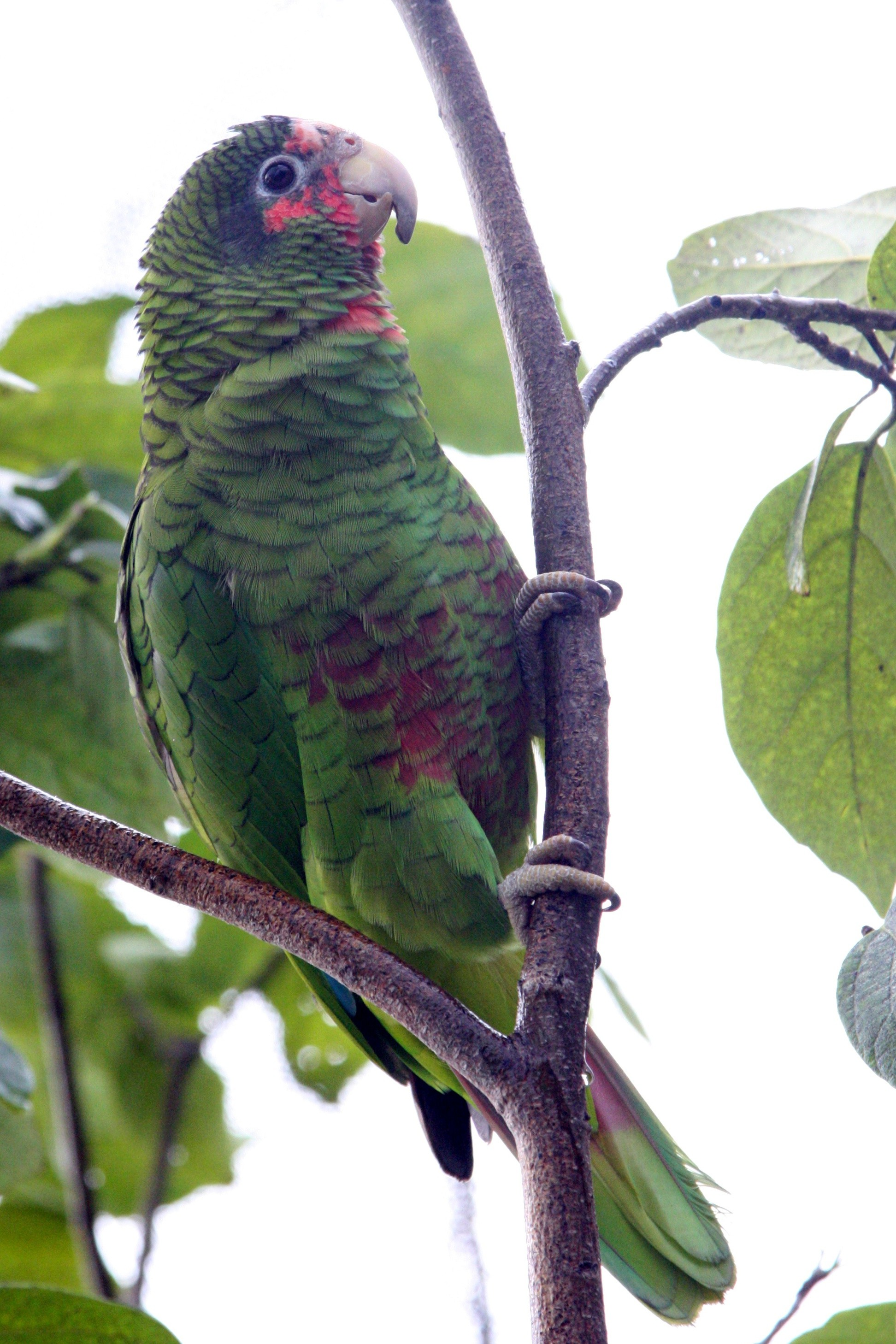
Кайманський кубинський амазон
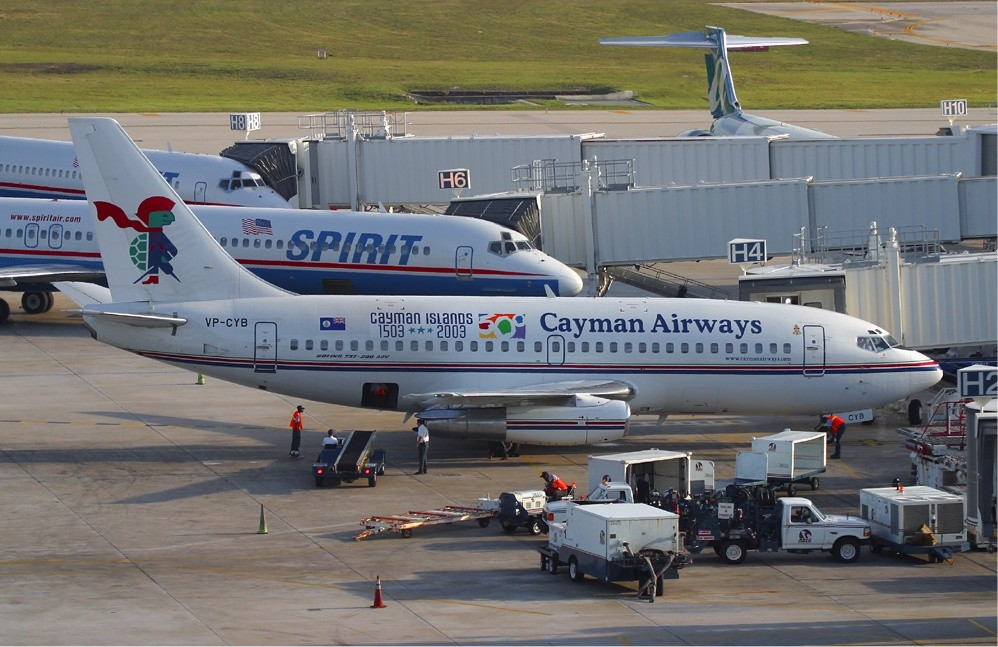
Літак компанії Cayman Airways
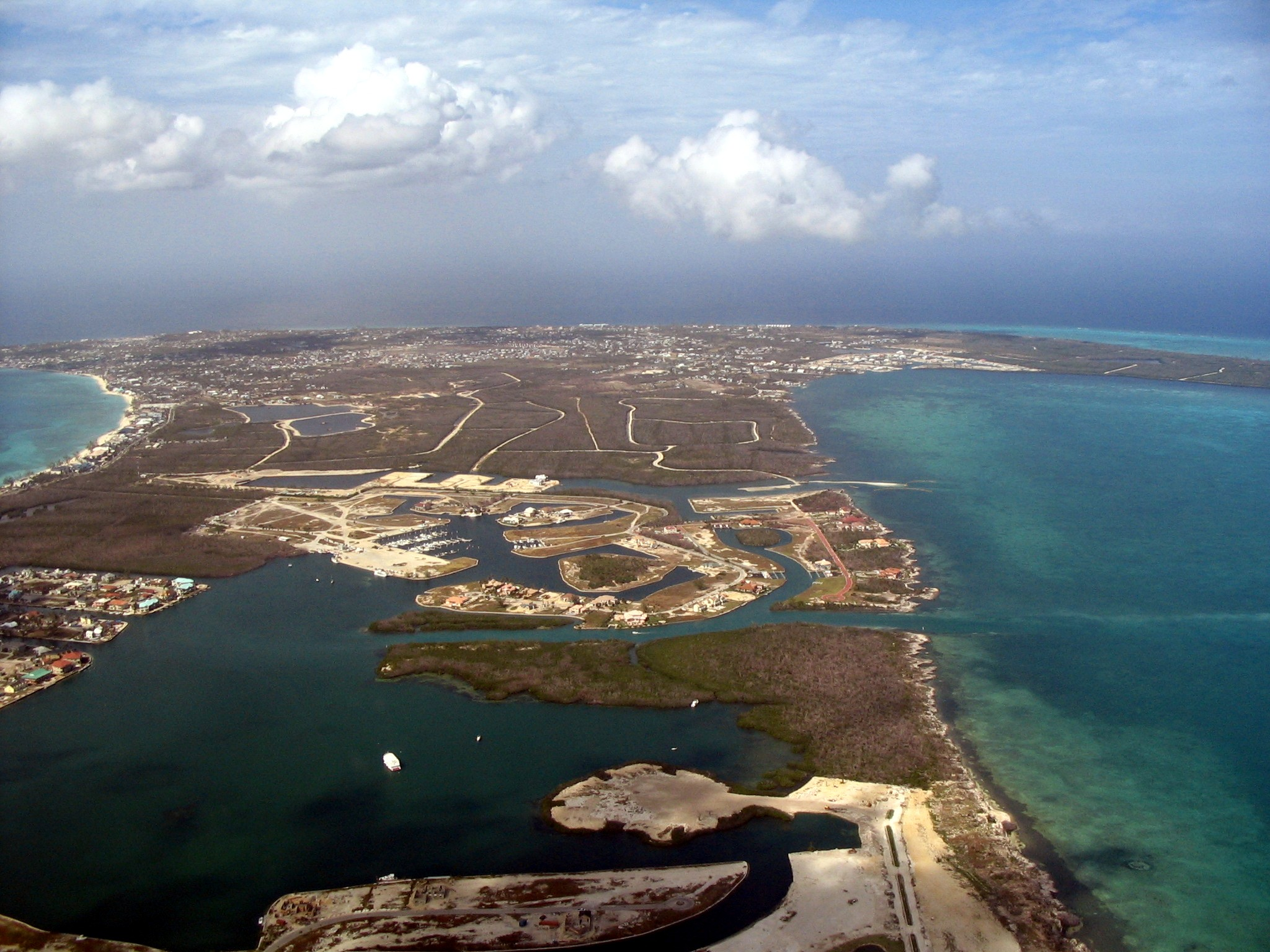
Острів Великий Кайман з висоти пташиного польоту
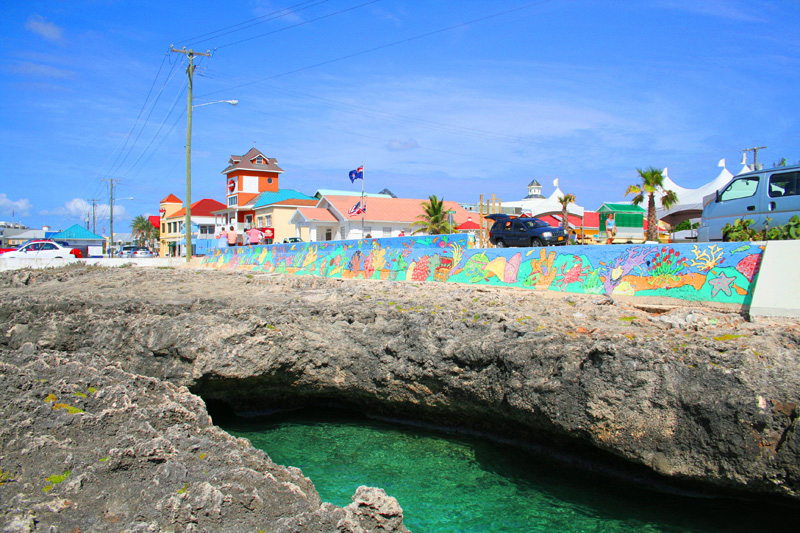
Узбережжя Джорджтауна
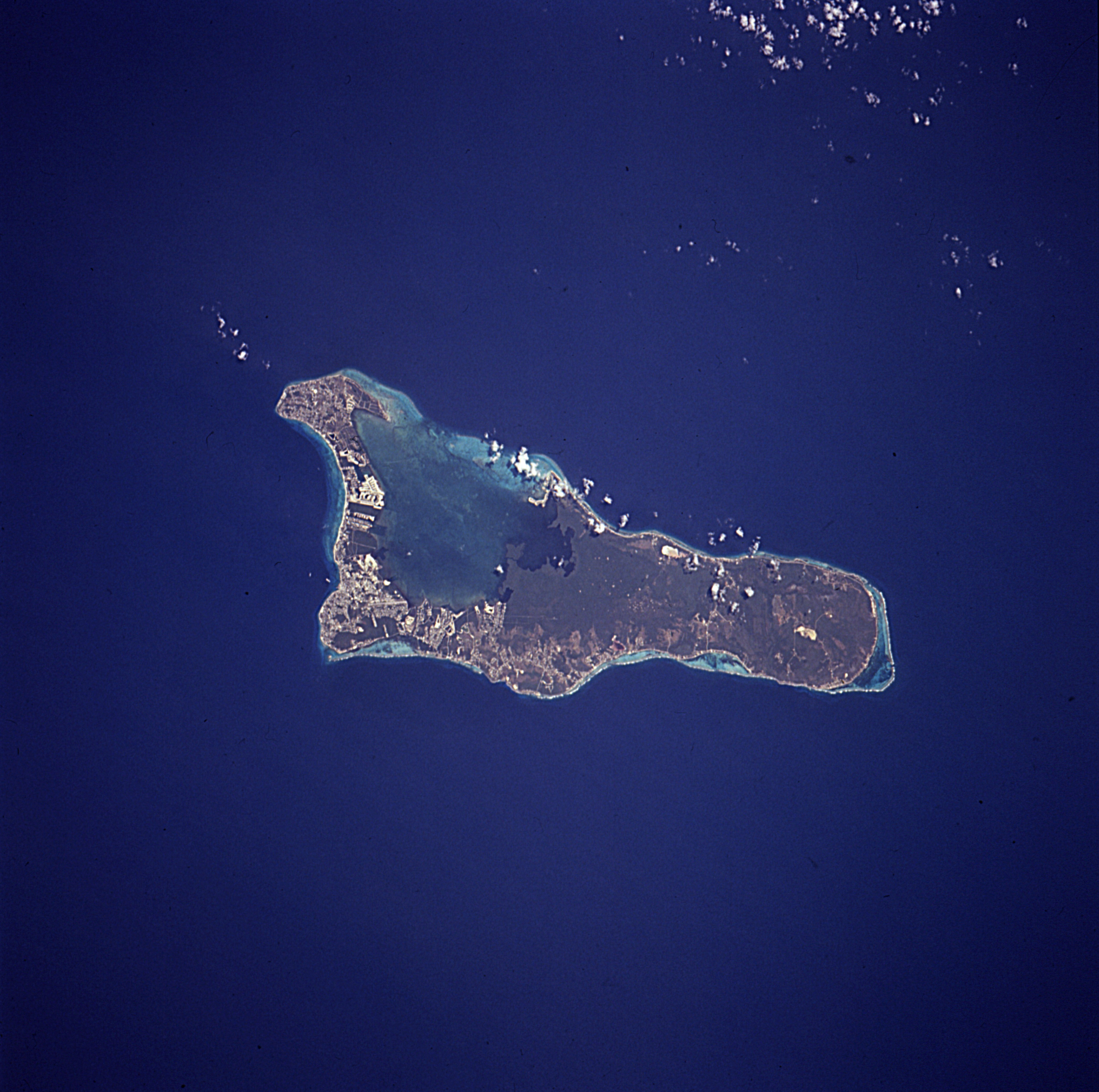
Фото Великого Каймана з космосу
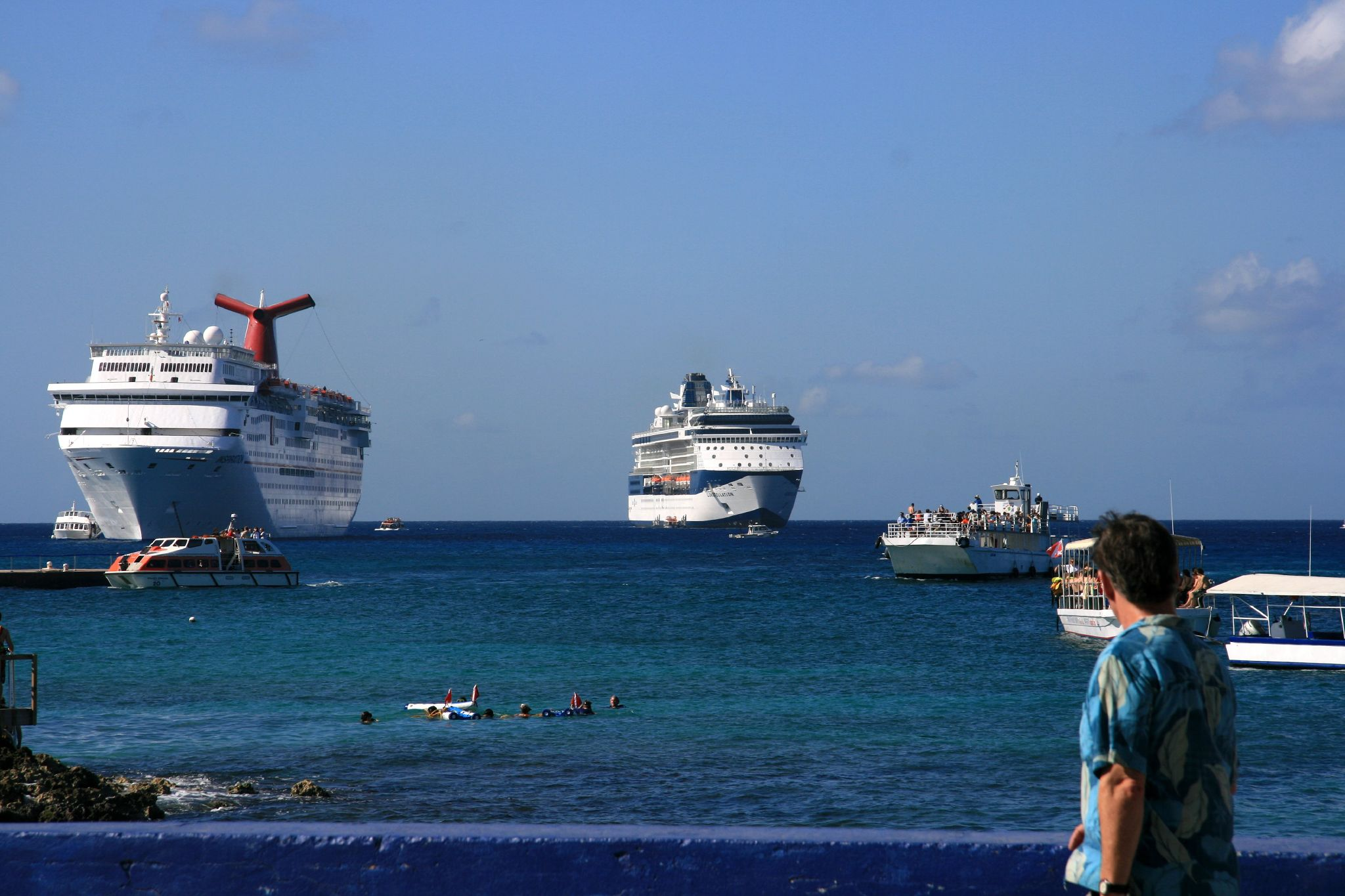
Порт Великого Каймана
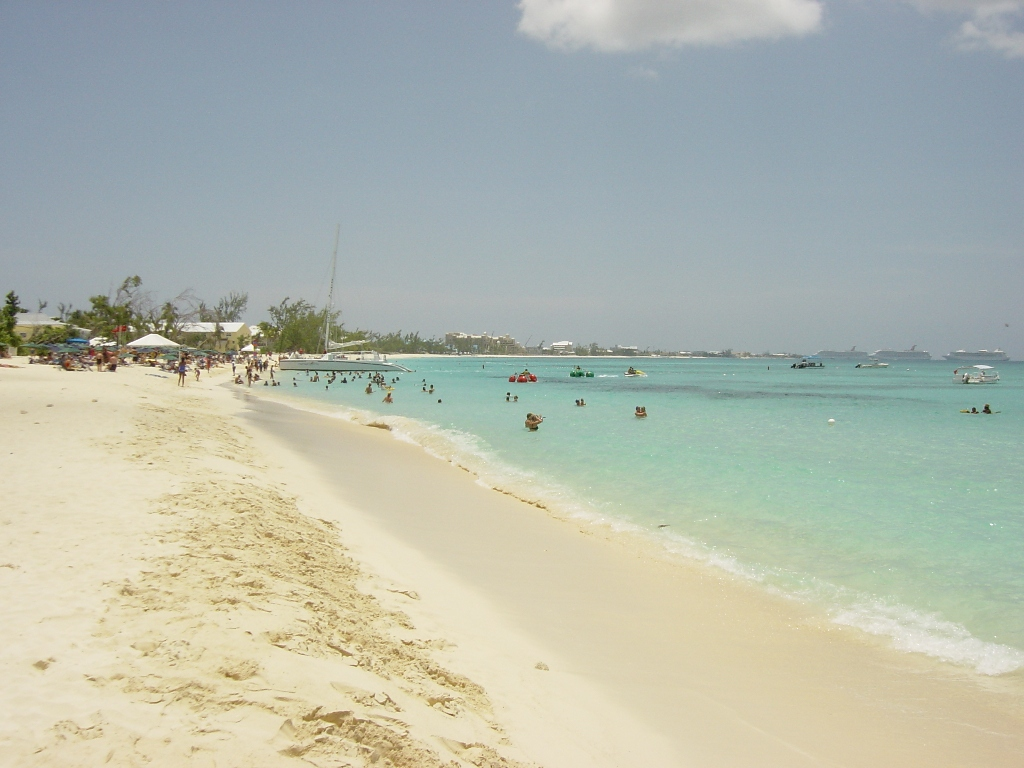
Пляж Семи Миль
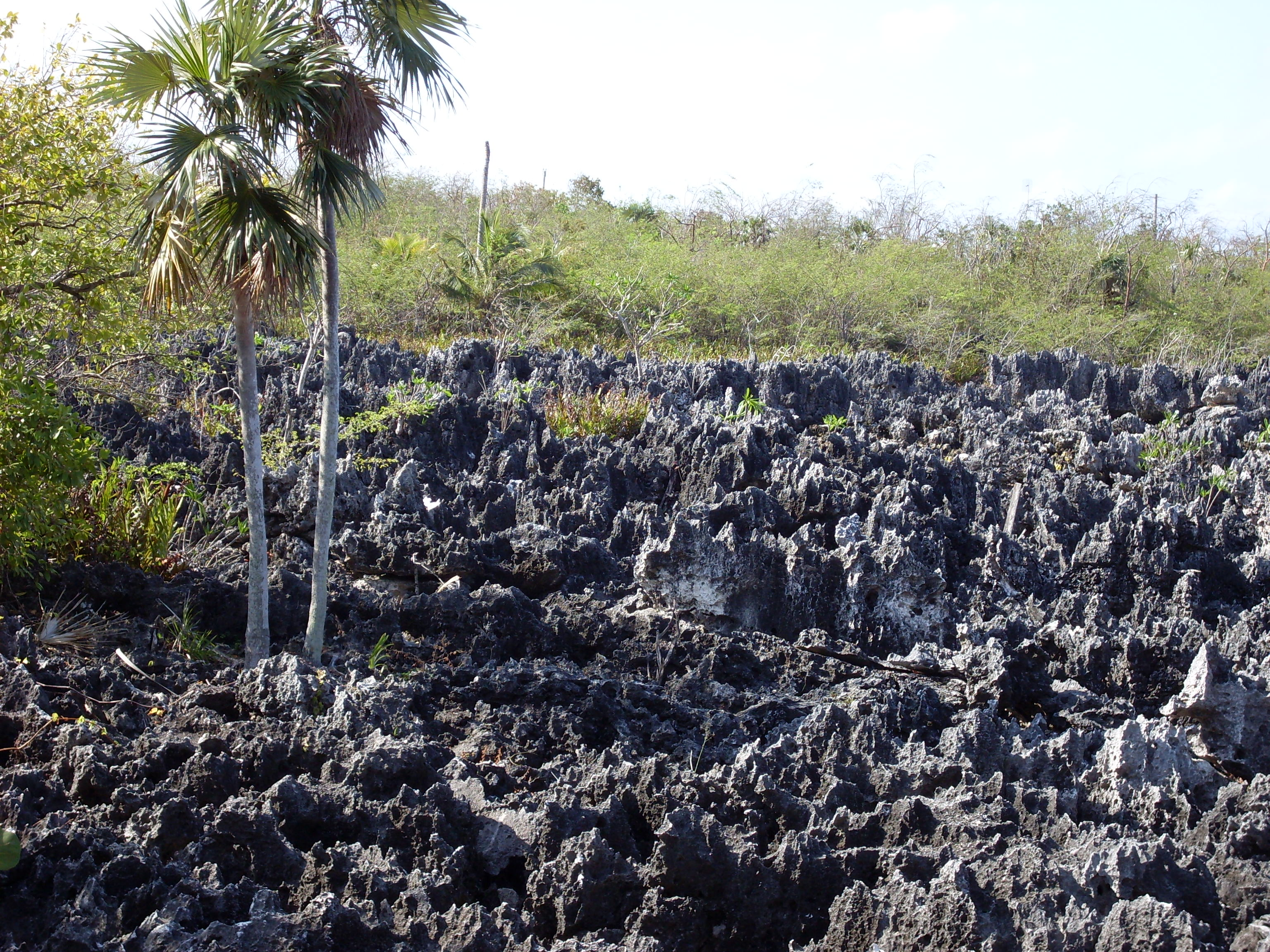
Вапнякова формація Хелл
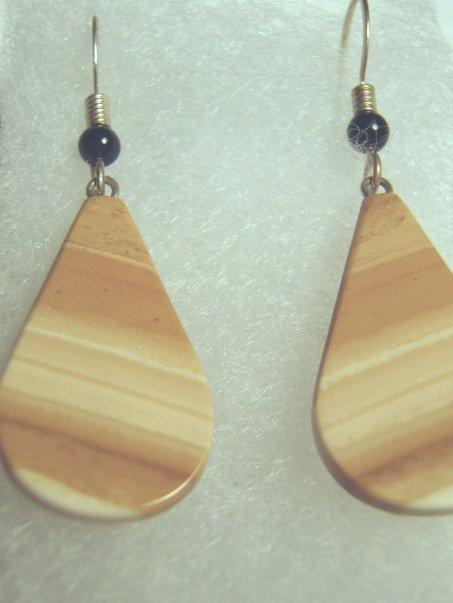
Прикраса з кайманіту